# Lombardische Salzstraße

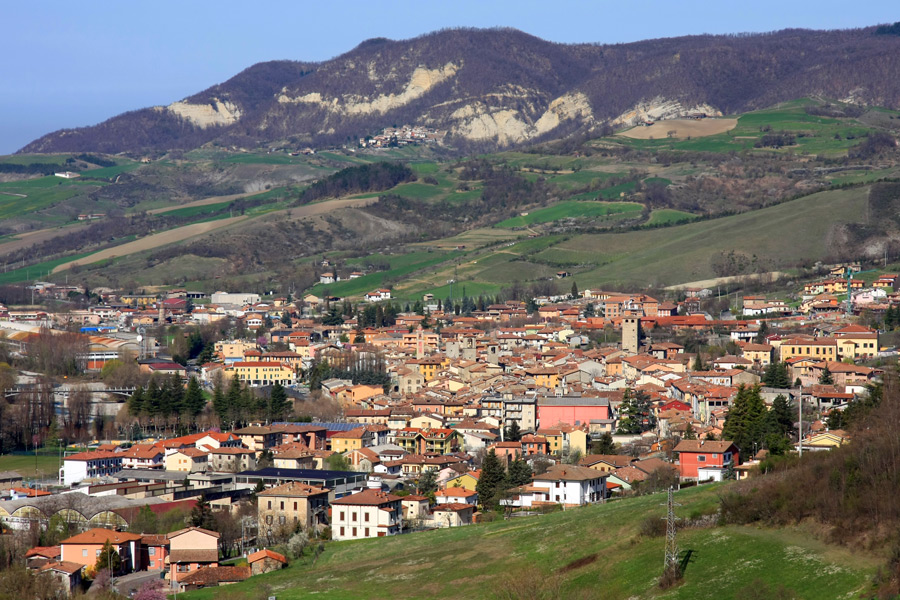
Blick über die lombardische Gemeinde Varzi

Die Lombardische Salzstraße (im Italienischen: Via del sale lombarda) ist eine antike Salzhandelsroute zwischen den norditalienischen Städten Genua und Pavia. Auf diesem Wege gelangten Handelsgüter aus dem Norden, wie Wolle und Waffen, zum Hafen von Genua. Auf der Rückreise wurde hingegen das damals sehr wertvolle Salz transportiert. Dieses war für die weit vom Meer abgelegenen Gegenden von großer Bedeutung, diente es doch der Konservierung von Lebensmitteln und dem Gerben.

## Verlauf
Der Handelsweg folgte in der Provinz Pavia dem Verlauf des Valle Staffora und gelangte nach einem Abschnitt entlang des Bergkammes, der das Val Borbera in der Provinz Alessandria und das Val Boreca in der Provinz Piacenza trennt, in das Val Trebbia.
Der Streckenabschnitt der von Pavia Richtung Süden führte, verlief teils über Straßen, teils auch über Maultierpfade. Nachdem man Voghera passiert hatte, kam man im Valle Staffora nach Varzi, um von dort, immer der Talsohle folgend, die Gemeinde Castellaro zu erreichen. Nach einem Anstieg zum Monte Bogleglio (1492 Meter) gelangte man über einen Gebirgskamm zu den Bergen Monte Chiappo (1700 Meter), Monte Cavalmurone, Monte Legnà, Monte Carmo und Monte Antola (1597 Meter). Von hier stieg man bei Torriglia in das Val Trebbia ab. Von hier gingen weitere Handelsrouten in die nördlichen Regionen Piemont und Emilia-Romagna ab. Über den Passo della Scoffèra erreichte man schließlich die Stadt Genua.